# البلدة القديمة بضرماء
البلدة القديمة بضرماء وكانت تسمى قبل ذلك بـ( قرماء) والتي تشير إلى كثرة المياه بها، هي بلدة تاريخية تراثية في منطقة العارض وسط نجد.

## الموقع
تقع بلدة ضرما (ضرماء) التاريخية التراثية في منطقة العارض وسط نجد على بعد 60 كيلو متر غرب مدينة الرياض في وادي واسع يسمى وادي البطين، ويحدها من الشمال حدود( البرة) وجبال طويق، ومن الجنوب مدينة ضرماء الحالية وتوابعها، ومن الشرق جبال طويق، وتبعد عن طريق الرياض -مرات 1250م. 

## التاريخ
كانت ضرماء مقر انطلاقة الدولة السعودية الثانية، إذ فر الإمام تركي بن عبد الله بن محمد آل سعود نتيجة زحف محمد بن مشاري بن معمر للدرعية والرياض، فهرب الإمام تركي من الرياض متجهاً إلى ضرماء للاستنجاد بمقاتليها من أبناء العمومة آل عبد العزيز ( الشيوخ ) وأبناء ضرماء لاستعادة حكم أبائه وأجداده، فمكث بها فترة من الزمن وتزوج من أسرة الفقيه (أنجب منها الإمام فيصل) وسكن بقصر الفرغ -مايزال موجود إلى الآن-، وقد انضم معه غالبية أهل ضرماء وتم مهاجمة واقتحام الحامية التركية بضرماء والقضاء على من بها من الجنود وتحريرها، واتجهوا معه بعد ذلك إلى الدرعية فقبضوا على محمد بن مشاري بن معمر الذي كان متمرداً على الأمير مشاري بن سعود ومنها انطلقت الدولة السعودية الثانية وكان ذلك في عام 1235 هـ (الموافق 1820 م).
كما أن أهالي ضرما من أوائل المنضمين للـدولة السعودية الأولى ولدعوة الشيخ محمد بن عبد الوهاب والمجاهدين جهاداً مشهوداً في سبيل انتشار الدعوة وكما أنهم من أوائل المبايعين للـملك عبد العزيز أثناء قيام الدولة السعودية الثالثة.
ومن الناحية الاقتصادية فـزراعياً تحوي ضرماء اراضي خصبة ومياة جوفية وفيرة فاشتهرت منذ القدم بكثرة نخيلها حيث تحتل المركز الثالت على مستوى المملكة في عدد النخيل، وكذلك تعدد فواكهها وحبوبها حتى اقترن اسمها بالحب الجيد من القمح واستطاعت ضرماء أن تصدر منتجاتها الزراعية خارج المملكة حيث تشتهر بمشاريع البيوت المحمية للخضار وكذلك مشاريع للفواكه وعدد من مشاريع الدواجن والألبان.

## البناء
تقع البلدة القديمة شمال محافظة ضرما وتتكون من ثلاثة أحياء هي: الديرة والنخيل والحوطة، وتتألف من عدد من الأبنية السكنية التراثية، وتتميز بوجود المسجد الجامع، ومسجد العيد، والسوق الشعبي الأسبوعي، وتحيط بها المزارع والأبنية الحديثة. تم استخدام مواد البناء التقليدية والمتوفرة في البيئة الطبيعية المحلية من طين وحجر في بناء الجدران، وجذوع أشجار النخيل والأثل وجريد النخل في الأسقف، وتم تصميم البيوت بالنمط السائد حيث البساطة والتماثل بين المنازل والتي تتكون في معظمها من دورين، وتتخذ الشكل المستطيل ويتوسطه فناء داخلي، كما تتميز بوجود الزخارف الجصية والطينية التي تتزين بها الغرف والواجهات، وكذلك العناصر المعمارية والأقسام التقليدية للمنزل من مجلس الرجال وغرف العائلة والروشن والحوش والموقد والخدمات والمخازن وغيرها. 

### مكونات الموقع
- أساسات من الحجر.
- الحوائط مبنية في صورة مداميك من الطيين اللبن.
- المباني مغطاة بطبقة من اللياسة الخارجية.
- الأسقف خشبية مصنوعة من خشب الأثل المغطى بسعف النخيل.
- فتحات الشبابيك مستطيلة الشكل.
- تعلو فتحات الأبواب والشبابيك أعتاب خشبية لتحمل بقية الحائط.
- ارتفاع المباني من طابق واحد إلى طابقين بإرتفاع تقريبي يبدأ من 3.5 إلى 6.5م شامل ارتفاع الدروة.[2]